# Жестокое лето
«Жестокое лето» (итал. Estate violenta) — фильм режиссёра Валерио Дзурлини.

## Сюжет
Июль 1943 года, Риччоне. Карло Каремоли наслаждается жизнью вместе с друзьями на вилле отца. В один из выходных над пляжем пролетает немецкий истребитель, вызывая среди отдыхающих панику. Карло утешает подбежавшую к нему девочку и знакомится с её матерью Робертой, вдовой морского офицера. Они начинают встречаться и даже совершают поездку в Сан-Марино, хотя мать Роберты не одобряет нового знакомого и советует дочери держаться от него подальше, в основном из-за его отца, Этторе Каремоли, известного фашиста. 25 июля объявлено о свержении Муссолини; отец Карло вынужден бежать, его вилла конфискована. Во время комендантского часа патруль застаёт Карло и Роберту на пляже; обнаруживается, что документы Карло просрочены и из-за бегства отца он не имеет права продлить их. Роберта предлагает спрятаться на её вилле в Ровиго, и на следующее утро они садятся на поезд. Во время путешествия они попадают под бомбёжку союзников и едва не погибают. После воздушного налёта Роберта снова садится на поезд, но Карло отказывается быть с ней, пока не закончится война, и они расстаются.

## В ролях
- Жан-Луи Трентиньян — Карло Каремоли
- Элеонора Росси Драго — Роберта
- Жаклин Сассар — Россана
- Лилла Бриньоне — мать Роберты
- Раф Маттиоли — Джорджо
- Федерика Ранчи — Маддалена
- Энрико Мария Салерно — Этторе Каремоли

## Награды
- 1960 — Кинофестиваль в Мар-дель-Плате: лучшая актриса (Элеонора Росси Драго)
- 1960 — Серебряная лента: лучшая актриса (Элеонора Росси Драго), лучшая музыка (Марио Нашимбене)